# Estação Ferroviária de Penalva
A Estação Ferroviária de Penalva é uma interface da Linha do Sul, em Portugal, situada entre entre o Barreiro e Palmela.

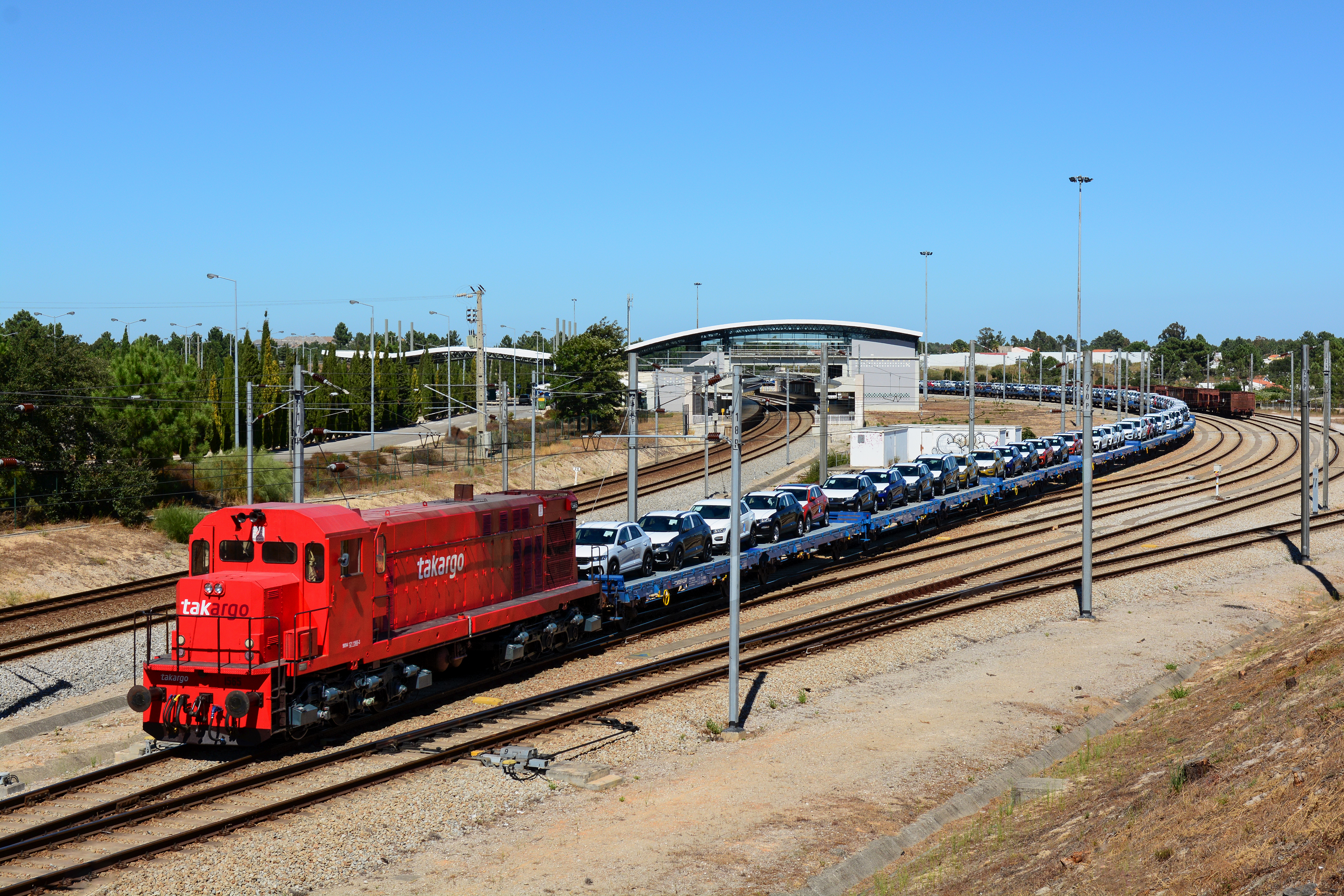
Comboio da Takargo transportando automóveis da vizinha Autoeuropa junto à estação de Penalva, em 2020.

## Descrição

### Localização e acessos
Apesar da sua denominação, esta interface situa-se na freguesia de Quinta do Anjo do município de Palmela, situando-se a localidade nominal, já no município do Barreiro, a pouco menos de três quilómetros, para oés-noroeste.
A Carris Metropolitana opera, desde 2022, três carreiras de autocarro regulares (4304, 4313, e 4612), ligando a estação diversos distinos na Península de Setúbal;[carece de fontes?] estas substituiram a já previamente extinta carreira 714. A estação de Penalva não era uma das das contempladas pelo serviço complementar rodovário SulFertagus, que operou entre 2004 e 2022.

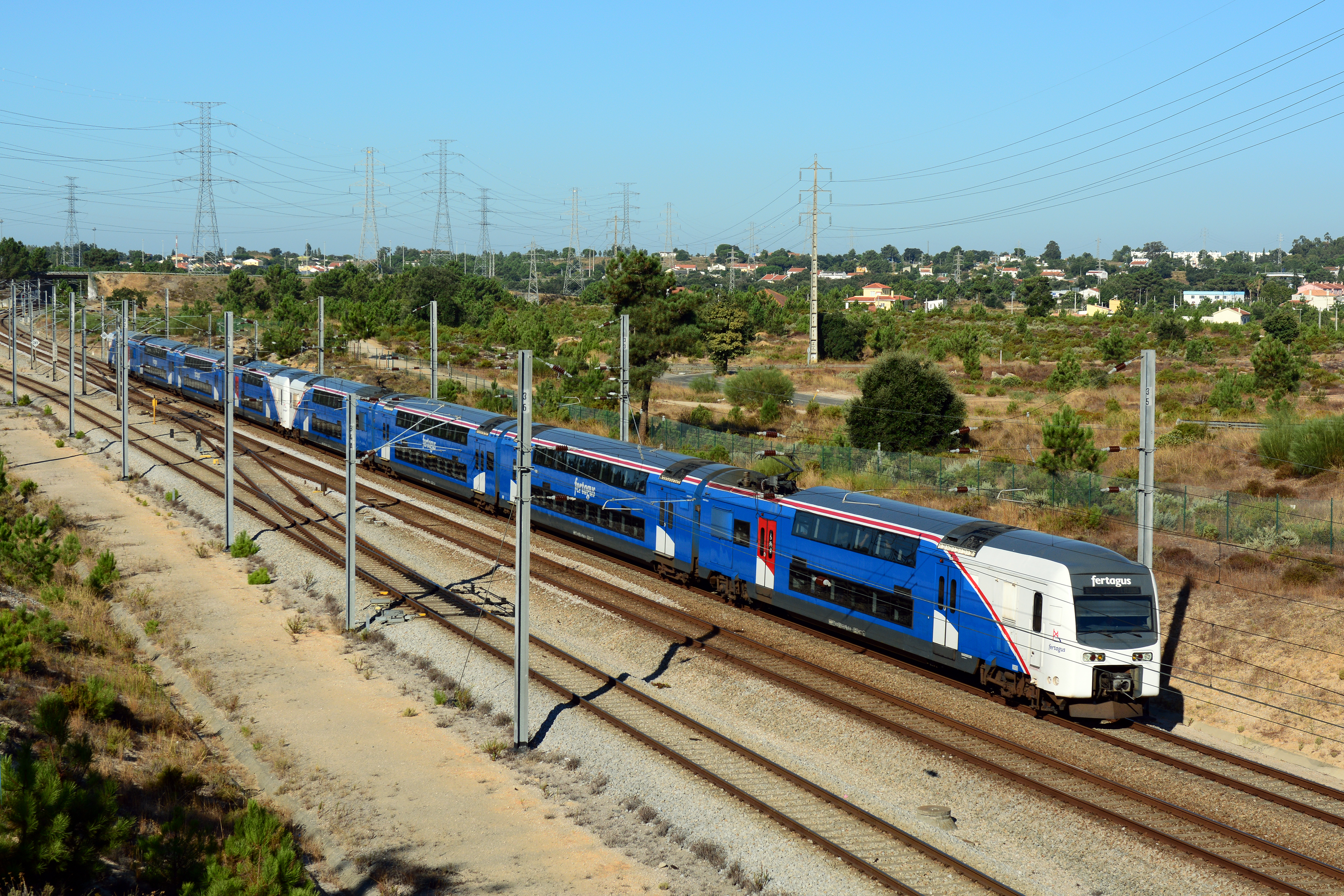
Comboio da Fertagus chegando à estação de Penalva, em 2020.

### Infraestrutura
Em Janeiro de 2011, esta estação dispunha de duas vias de circulação, identificadas como I e II, ambas com 597 m de comprimento; as plataformas tinham ambas 90 cm de altura, e 249 m de extensão; em 2022 os valores para a extensão das vias de circulação haviam sido ajustados para 595 m; existem ainda quatro vias secundárias, numeradas de III a VI, com comprimentos entre 610 e 562 m. Nesta estação insere-se na rede ferroviária o ramal particular do complexo industrial da Autoeuropa.

### Serviços
Esta estação é utilizada exclusivamente pelos serviços da operadora Fertagus (passageiros) e por ela gerida.

## História
Esta interface foi inaugurada no dia 6 de Outubro de 2004.